# Убивство
Уби́вство (вби́вство) — умисне або з необережності заподіяння смерті іншій людині, тобто насильницьке позбавлення її життя.

## Визначення терміна
Початком життя при цьому слід вважати початок фізіологічних пологів. Кінцевим моментом життя є біологічна смерть. Посягання на плід людини до початку родового процесу не є посяганням на життя і може призвести до кримінальної відповідальності за незаконне проведення аборту, проте питання про кваліфікацію аборту саме як убивства є дискусійним.
Убити можна як дією, так і бездіяльністю — наприклад, ненаданням медичної допомоги.
Не кожне вбивство є протиправним, як-то: фізичне знищення озброєнного супротивника під час бойових дій, страта засуджених до смерті, у випадках необхідної оборони, тощо. І навпаки, згода жертви на позбавлення її життя не виключає відповідальності за скоєне.
Суміжним з убивством складом злочину є доведення до самогубства (ст. 120 Кримінального кодексу України).
В усіх правових системах умисне вбивство, окрім винятків частково описаних вище, є одним з найтяжчих злочинів. Також його засуджують переважна більшість світових релігій, хоч фундаментальні вчення, зокрема християнства та ісламу, заохочують «убивства невірних»[джерело?]. У релігійній догмі авраамічних релігій історично першим вбивством вважається заподіяння смерті Каїном своєму молодшому братові Авелю з мотивів особистої заздрості.
З іншого боку, саме осіб схильних — чи принаймні психологічно лояльних — до процесу позбавлення життя, котрі здатні контролювати свій потяг, відносять до еліти збройних сил, особливо під час військових конфліктів.